# Christoffel van den Berghe

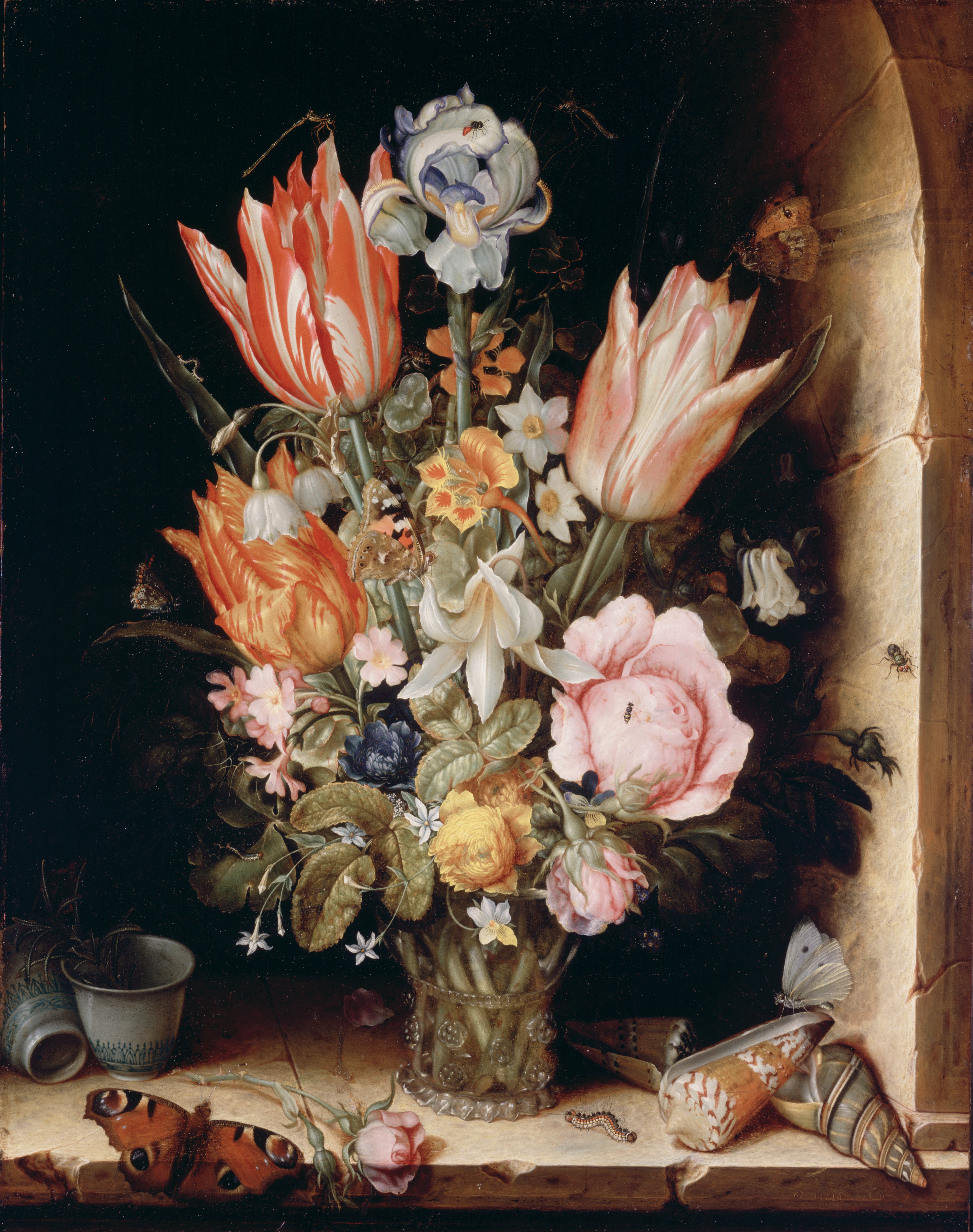
Stilleven met bloemen in een vaas, ook Bloemen in een glas voor een nis, op koper, Philadelphia Museum of Art, 1617

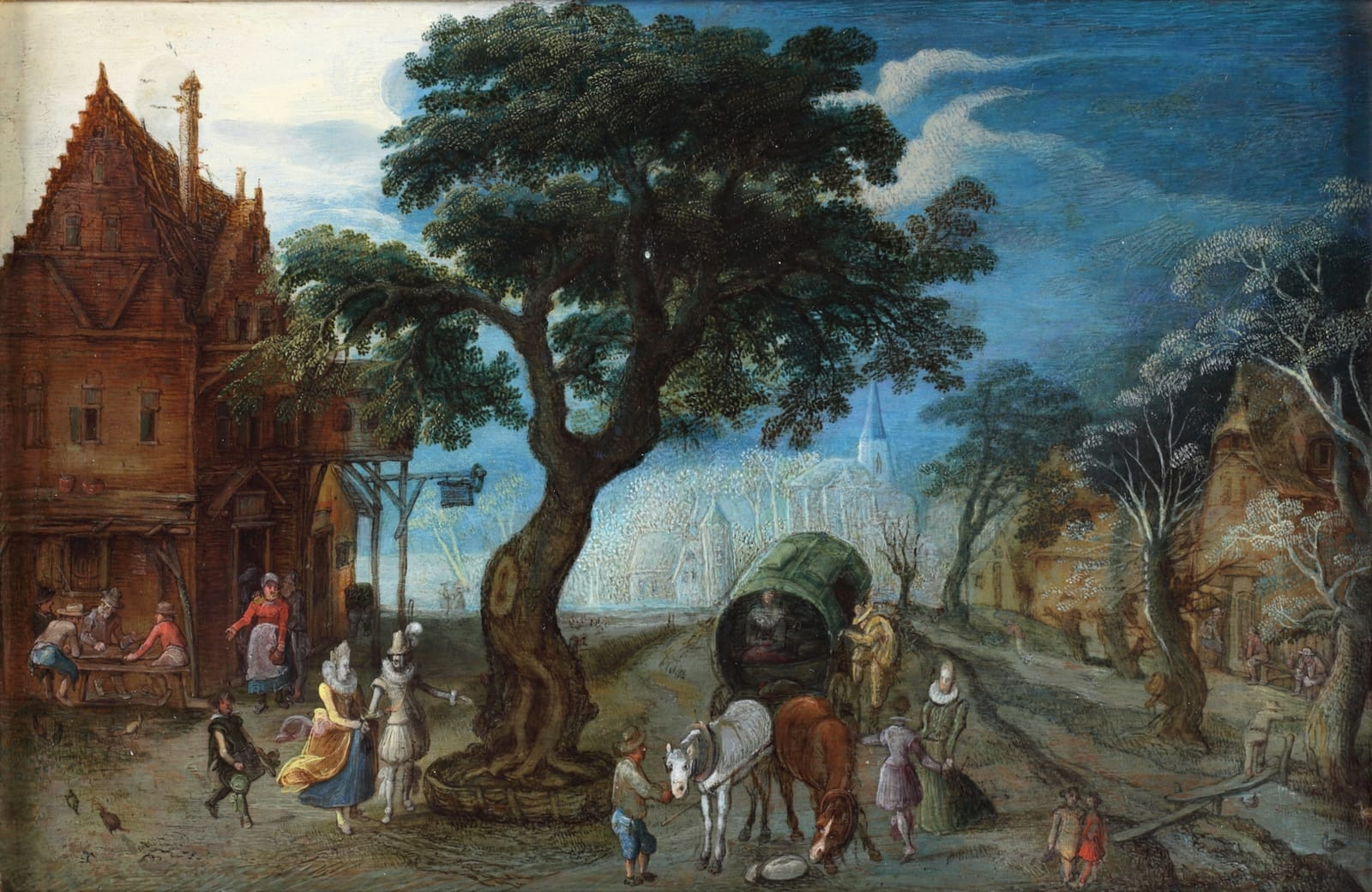
Reizigers bereiden zich voor op het vertrek

Christoffel van den Berghe (Antwerpen, ca. 1590 - Middelburg, 1642 of later) was een Nederlands kunstschilder. Over zijn leven is weinig met zekerheid bekend. Zijn identiteit is pas in de jaren 1950 vastgesteld, waarna zijn werk wat meer in de belangstelling kwam.
Van den Berghe was actief in Middelburg vanaf 1617 en heeft er vermoedelijk zijn hele resterende leven vrij teruggetrokken gewoond. In 1619 was of werd hij lid van het plaatselijke Sint-Lucasgilde. Drie jaar later zou hij er deken van worden. Verder is van hem bekend dat hij in 1621 in Middelburg een huis kocht. Zeven jaar later woonde hij daar nog steeds.
Hij vervaardigde voornamelijk winter- en zomerlandschappen en stillevens, vooral bloemstukken. Voor het vervaardigen van een schilderij van de brand en de herbouw van de Koorkerk in Middelburg ontving hij de som van tien Vlaamse pond. Er zijn van hem ongeveer tien werken bekend. Gezien zijn stijl was hij mogelijk een leerling van Ambrosius Bosschaert de Oude. Zelf was hij misschien leermeester van Johannes Goedaert. Van hem zijn vijf bloemstillevens bekend. Hij is de enige Nederlandse schilder die in de eerste vijfentwintig jaar van de zeventiende eeuw een kleine Oost-Indische kers schilderde.
Werk van Christoffel van den Berghe is o.a. in het bezit van het Mauritshuis in Den Haag, het Rijksmuseum in Amsterdam, het Philadelphia Museum of Art in Philadelphia, het J. Paul Getty Museum  in Los Angeles en het Zeeuws Museum in Middelburg.